# ولد الدرب (فلم)
ولد الدرب هو فيلم كوميدي مغربي من إخراج حسن بنجلون سنة 2002، وبطولة كل من سعيد الناصري، السعدية لديب، ماجدولين الإدريسي، حمادي عمور، نعيمة إلياس، نسرين عاشور، وآخرون.

## القصة
تدور قصة الفيلم حول حياة شاب كان يعيش تحت وطأة الفقر، إلا انه كافح حتى أصبح محاميا وكرّس حياته بعد ذلك للدفاع عن رفاق الحي ومساعدتهم.

## روابط خارجية
- مقالات تستعمل روابط فنية بلا صلة مع ويكي بيانات
- فيلم ولد الدرب على africine.org
- فيلم ولد الدرب على http://cine--maroc.blogspot.com